# Notación angular
La notación angular o notación fasorial es una notación utilizada en electrónica y electrotecnia mediante el símbolo «∠». Es una abreviatura debida a la frecuente aparición de la expresión ej φ y se usa para describir fasores. Nótese que el ángulo φ se expresa por lo general en grados sexagesimales.
{\displaystyle 1e^{j\phi }=1\angle \phi \!\ }
{\displaystyle Ae^{j\phi }=A\angle \phi \!\ }
En donde φ es la fase, y j es la unidad imaginaria {\displaystyle j={\sqrt {-1}}} . Se puede pasar de esta notación angular (a la que también se le llama forma polar) a la forma rectangular de la siguiente forma:
{\displaystyle A\angle \phi =A\cos \phi +jA\sin \phi }
En donde {\displaystyle A} es el módulo del fasor. Y a la inversa, (teniendo cuidado en situar el ángulo en el cuadrante adecuado):
{\displaystyle R+jX={\sqrt {R^{2}+X^{2}}}\angle \arctan {\frac {X}{R}}}
donde la parte real R es usualmente la componente resistiva de la impedancia y la parte imaginaria X es usualmente la reactancia, que tiene signo positivo si se trata de reactancia inductiva y signo negativo para las reactancias capacitivas.
- Datos: Q6045515